# Take the Crown
Take the Crown ist das neunte Studioalbum des britischen Popmusikers Robbie Williams, das im November 2012 erschien.

## Entstehung und Veröffentlichung
Die Erstveröffentlichung von Take the Crown erfolgte am 2. November 2012 bei Island Records. Das Album erschien in seiner Originalausführung als CD und Download mit elf Titeln (Katalognummer: 3716807). Zeitgleich erschien eine Deluxeversion mit zwei Bonustiteln und der DVD Making the Album – It’s Not Like the Others (Katalognummer: 3716805).
Geschrieben wurden alle Lieder, mit Ausnahme des Belle-Brigade-Covers Losers, vom Williams selbst, zusammen mit wechselnden Koautoren. Für die Produktion aller Lieder zeichnete alleine Jacknife Lee verantwortlich. Beim Bonustitel Eight Letters handelt es sich um die von Williams eingesungene Demoaufnahme des Liedes vom Take-That-Album Progress.

## Titelliste
| Nr.          | Titel                 | Autor(en)                                    | Länge |
| ------------ | --------------------- | -------------------------------------------- | ----- |
| 1.           | Be a Boy              | Robbie Williams, Tim Metcalfe, Flynn Francis | 4:39  |
| 2.           | Gospel                | Williams, Metcalfe, Francis, Jacknife Lee    | 4:26  |
| 3.           | Candy                 | Williams, Gary Barlow, Terje Olsen           | 3:20  |
| 4.           | Different             | Williams, Barlow, Lee                        | 4:52  |
| 5.           | Shit on the Radio     | Williams, Metcalfe, Francis, Lee             | 2:53  |
| 6.           | All That I Want       | Williams, Metcalfe, Francis                  | 3:30  |
| 7.           | Hunting for You       | Williams, Metcalfe, Francis, Lee             | 3:58  |
| 8.           | Into the Silence      | Williams, Metcalfe, Francis                  | 4:48  |
| 9.           | Hey Wow Yeah Yeah     | Williams, Boots Ottestad                     | 2:52  |
| 10.          | Not Like the Others   | Williams, Metcalfe, Francis                  | 4:15  |
| 11.          | Losers (feat. Lissie) | Barbara Gruska, Ethan Gruska                 | 4:08  |
| Gesamtlänge: | Gesamtlänge:          | Gesamtlänge:                                 | 43:41 |

| Nr.          | Titel         | Autor(en)                              | Länge |
| ------------ | ------------- | -------------------------------------- | ----- |
| 12.          | Reverse       | Williams, Metcalfe, Francis            | 3:56  |
| 13.          | Eight Letters | Williams, Barlow, Donald, Orange, Owen | 4:45  |
| Gesamtlänge: | Gesamtlänge:  | Gesamtlänge:                           | 52:22 |

## Singleauskopplungen
| Jahr | Titel     | Höchstplatzierung, Gesamtwochen, AuszeichnungChartplatzierungen (Jahr, Titel, , Platzierungen, Wochen, Auszeichnungen, Anmerkungen) | Höchstplatzierung, Gesamtwochen, AuszeichnungChartplatzierungen (Jahr, Titel, , Platzierungen, Wochen, Auszeichnungen, Anmerkungen) | Höchstplatzierung, Gesamtwochen, AuszeichnungChartplatzierungen (Jahr, Titel, , Platzierungen, Wochen, Auszeichnungen, Anmerkungen) | Höchstplatzierung, Gesamtwochen, AuszeichnungChartplatzierungen (Jahr, Titel, , Platzierungen, Wochen, Auszeichnungen, Anmerkungen) | Höchstplatzierung, Gesamtwochen, AuszeichnungChartplatzierungen (Jahr, Titel, , Platzierungen, Wochen, Auszeichnungen, Anmerkungen) | Anmerkungen                                                    |
| Jahr | Titel     | DE | AT | CH | UK | US | Anmerkungen                                                    |
| ---- | --------- | --- | --- | --- | --- | --- | -------------------------------------------------------------- |
| 2012 | Candy     | DE3 Gold · (24 Wo.)DE | AT4 Gold · (19 Wo.)AT | CH8 Gold · (19 Wo.)CH | UK1 Platin · (24 Wo.)UK | — | Erstveröffentlichung: 11. September 2012 Verkäufe: + 1.192.000 |
| 2012 | Different | DE31 (4 Wo.)DE | AT37 (4 Wo.)AT | — | UK64 (2 Wo.)UK | — | Erstveröffentlichung: 17. Dezember 2012                        |

## Take the Crown Stadium Tour
Von Juni bis August 2013 ging Williams auf Europa-Tour und spielte insgesamt 26 Konzerte. Es war seine erste Solo-Tour seit der Close Encounters Tour im Jahr 2006.

## Rezension
Max Scharnigg hörte das Album für die Süddeutsche Zeitung und urteilte: „Musikalisch ist es die bewährte Melange für Superstars mit Aufrichtigkeitshintergrund, die nur noch EU-weit (in den USA hat Robbie nie funktioniert) einsetzbar sein müssen: Ein wenig skandinavische Beatbastelei für den hippen Anstrich, ein paar glückliche Händchen bei der Auswahl der Zuarbeiter, zum Beispiel mit Owen Pallett, der als Stehgeiger für Arcade Fire bekannt wurde. Dazu viel von jenem Stadionbritpop, bei dem Gitarren, Chorus und ein bisschen Blur nicht fehlen dürfen. Niemand wird mit diesem achten Album Robbie Williams für sich entdecken, für alle die ansatzweise Fans waren, ist es aber das lang ersehnte Galadinner, bitter nötig nach den Jahren mit schmaler Kost. Er hat auch die Hymnen wieder, die seine Landsleute so dringend brauchen.“
Inga Radel schrieb auf stern.de: „Eine erste CD-Hälfte, die nach Kindskopf klingt und allzu junggeblieben daherkommt – und eine zweite, die in der Tat reifer scheint und auch überraschen kann – zum Beispiel mit dem geerdeten Country-Duett „Losers“ mit der US-Sängerin Lissie. Insgesamt ist Robbies Premierenwerk beim Giganten Universal ein Potpourri aus hitverdächtigen Songs, das nur so lechzt nach kommerziellem Erfolg in der Vorweihnachtszeit.“

## Kommerzieller Erfolg

### Chartplatzierungen
| ChartsChartplatzierungen     | Höchstplatzierung | Wochen |
| ---------------------------- | ----------------- | ------ |
| Deutschland (GfK)            | 1 (21 Wo.)        | 21     |
| Österreich (Ö3)              | 1 (15 Wo.)        | 15     |
| Schweiz (IFPI)               | 1 (17 Wo.)        | 17     |
| Vereinigtes Königreich (OCC) | 1 (26 Wo.)        | 26     |

| ChartsJahrescharts (2012)    | Platzierung |
| ---------------------------- | ----------- |
| Deutschland (GfK)            | 16          |
| Österreich (Ö3)              | 30          |
| Schweiz (IFPI)               | 47          |
| Vereinigtes Königreich (OCC) | 13          |

### Auszeichnungen für Musikverkäufe
| Land/Region                  | Auszeichnungen für Musikverkäufe (Land/Region, Auszeichnung, Verkäufe) | Verkäufe |
| ---------------------------- | ---------------------------------------------------------------------- | -------- |
| Australien (ARIA)            | Gold                                                                   | 35.000   |
| Dänemark (IFPI)              | Gold                                                                   | 10.000   |
| Deutschland (BVMI)           | Platin                                                                 | 200.000  |
| Irland (IRMA)                | Gold                                                                   | 7.500    |
| Italien (FIMI)               | Gold                                                                   | 30.000   |
| Niederlande (NVPI)           | Platin                                                                 | 50.000   |
| Österreich (IFPI)            | Platin                                                                 | 20.000   |
| Schweiz (IFPI)               | Gold                                                                   | 10.000   |
| Ungarn (MAHASZ)              | Gold                                                                   | 3.000    |
| Vereinigtes Königreich (BPI) | Platin                                                                 | 300.000  |
| Insgesamt                    | 6× Gold · 4× Platin ·                                                  | 665.500  |

Hauptartikel: Robbie Williams/Auszeichnungen für Musikverkäufe